# Memecylon flavescens
Memecylon flavescens är en tvåhjärtbladig växtart som beskrevs av James Sykes Gamble. Memecylon flavescens ingår i släktet Memecylon och familjen Melastomataceae. IUCN kategoriserar arten globalt som starkt hotad. Inga underarter finns listade i Catalogue of Life.